# Psilopa atlantica
Psilopa atlantica är en tvåvingeart som beskrevs av Canzoneri 1981. Psilopa atlantica ingår i släktet Psilopa och familjen vattenflugor. Inga underarter finns listade i Catalogue of Life.